# Zuid-Beveland
Zuid-Beveland is het oostelijk deel van Midden-Zeeland. Het is een voormalig eiland, thans schiereiland, en landstreek in het midden van de Nederlandse provincie Zeeland en ligt tussen de Oosterschelde en de Westerschelde.
Zuid-Beveland telt ongeveer 97.000 inwoners (2020), verdeeld over de gemeenten Borsele (22.311), Goes (36.795), Kapelle (13.011) en Reimerswaal (20.952).

## Ligging
Zuid-Beveland is het oostelijk deel van Midden-Zeeland. Het is gelegen in een overwegend landelijke regio, tussen drie meer verstedelijkte regio's in (de Randstad, de Brabantse Stedenrij en de Vlaamse Ruit). Zuid-Beveland grenst aan het schiereiland Walcheren, via de Zandkreekdam aan Noord-Beveland, en via een landengte aan de Brabantse gemeente Woensdrecht. De grootste plaats in het gebied is de stad Goes. Ten noorden is de Oosterschelde gelegen; ten zuiden de Westerschelde. Dwars door Zuid-Beveland loopt tevens het Kanaal door Zuid-Beveland, van Hansweert tot Wemeldinge. Aan de oostkant liggen het Schelde-Rijnkanaal en het Bathse Spuikanaal, met de aanleg daarvan werd de regio weer een eiland.

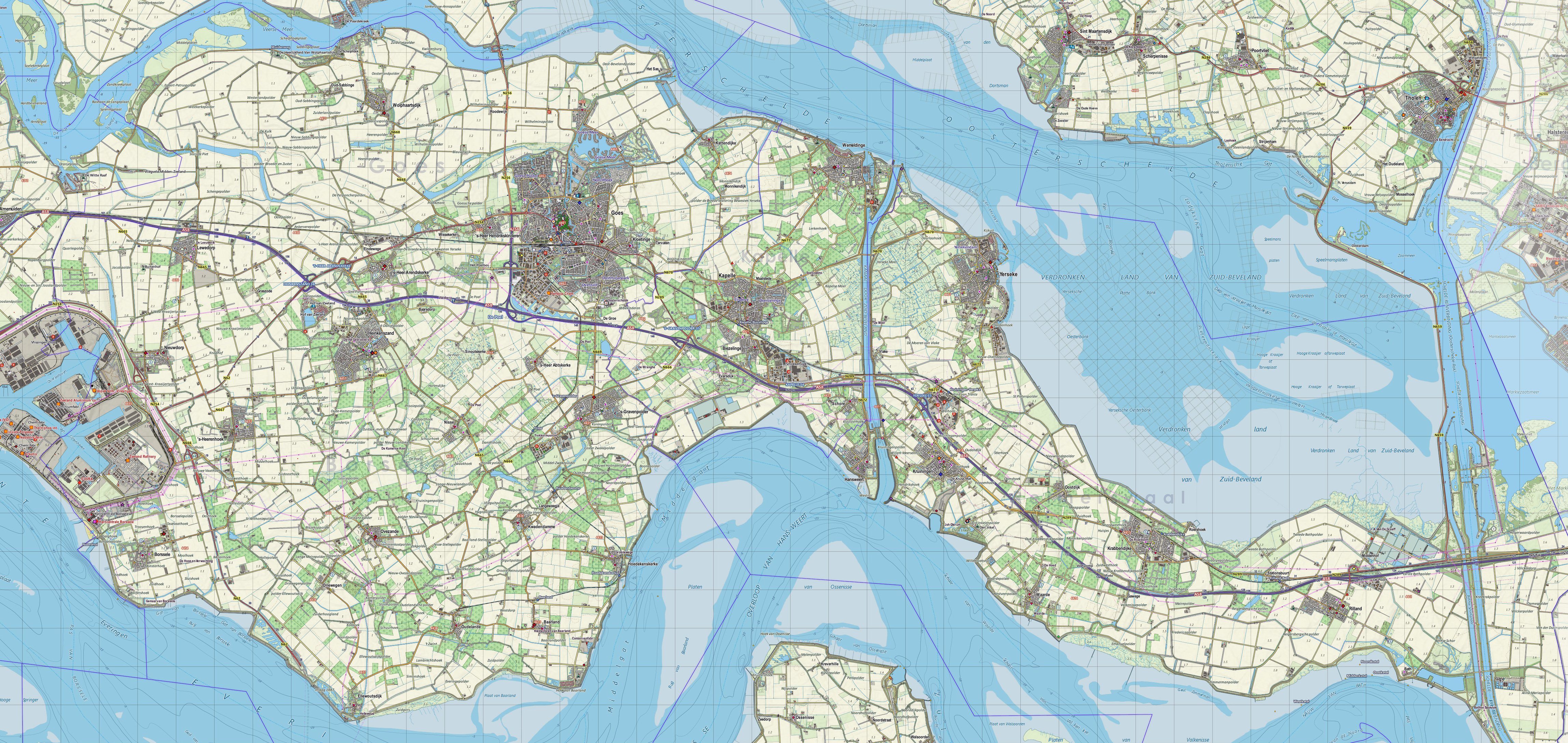
Topografische kaart

## Geschiedenis

### 3e en 4e eeuw
In de 3e en 4e eeuw werd een groot deel van Zeeland overstroomd en het gebied bleef zo goed als onbewoond.

### Middeleeuwen
Vanaf de 11e eeuw werd Zeeland stukje bij beetje ingepolderd, waardoor steeds minder land overstroomd werd. De vruchtbare Zeeuwse klei was geschikt voor landbouw, en langzaam maar zeker neemt de welvaart in het gebied toe. Vanaf de dertiende eeuw verschijnen dorpen en steden. De bevolking leeft vooral van landbouw en visserij. Als centrum van Zuid-Beveland ontstaat de stad Goes. Ook de historische stad Reimerswaal heeft een belangrijke rol.

### De zestiende en zeventiende eeuw

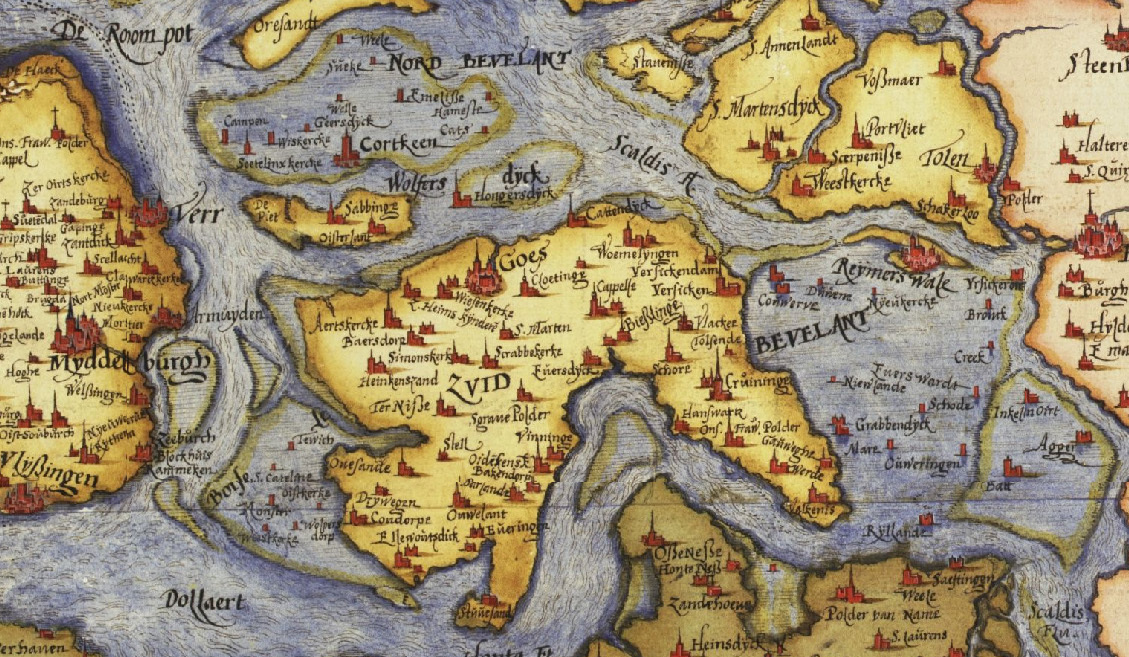
Zuid-Beveland in 1573

Als gevolg van de Sint-Felixvloed in 1530 verdwijnt een groot deel van het eiland in de golven. Dit leidt tot het Verdronken Land van Zuid-Beveland waar vele dorpen en de stad Reimerswaal in verloren gaan. Ook door de Allerheiligenvloed van 1570 werd het eiland getroffen. Tijdens de Tachtigjarige Oorlog was het gebied vaak bij oorlogshandelingen betrokken. Van 1572 tot 1577 was het in Spaanse handen. Op 1 december 1578 werden, nadat de kerk van Goes door de gereformeerden was bezet, in zeven dorpen protestantse predikanten benoemd.

### De achttiende en negentiende eeuw

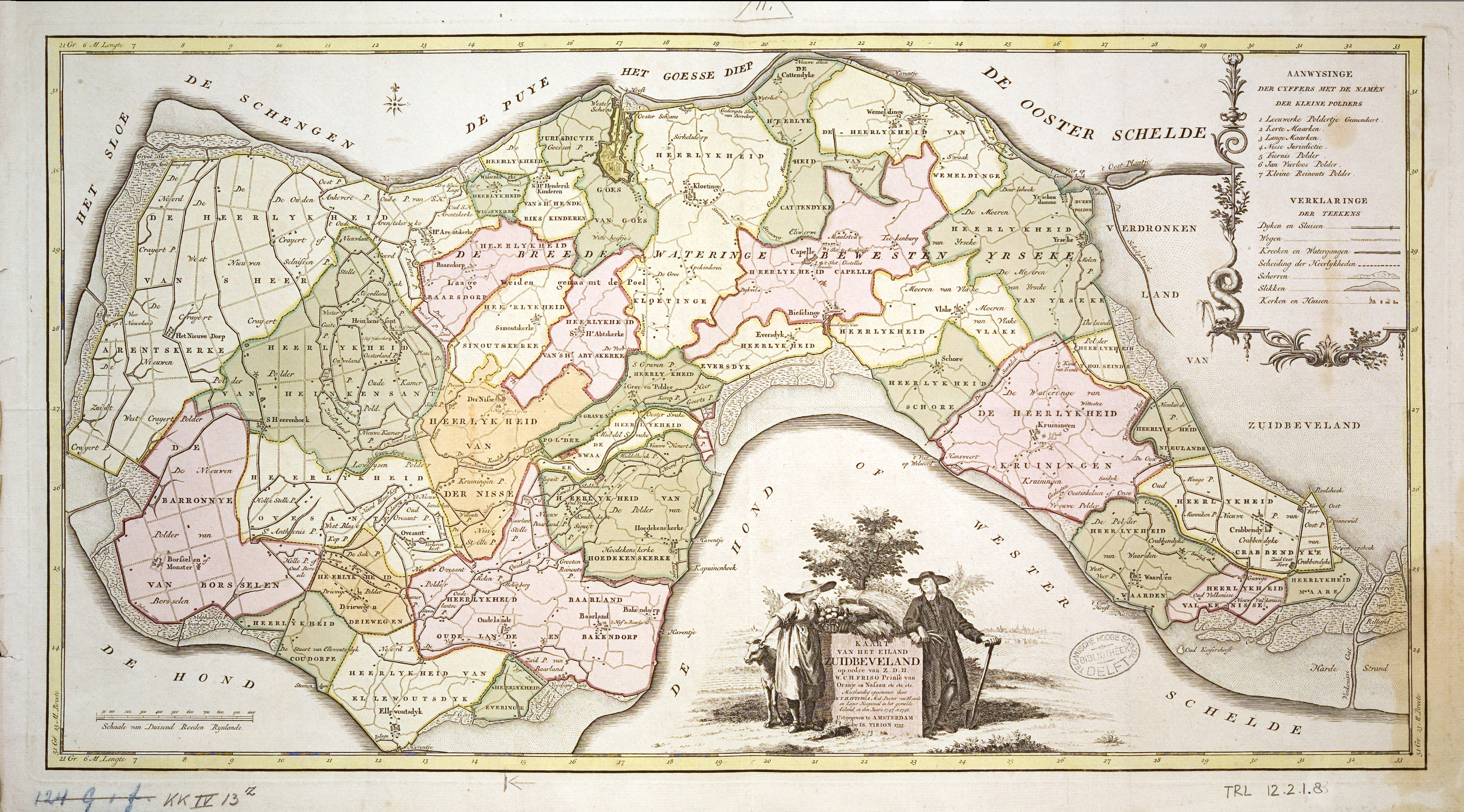
Zuid-Beveland in 1753

Dit was een periode van teruglopende welvaart. De economie stagneert, met uitzondering van de landbouw. In 1868 kreeg Zuid-Beveland een spoorwegverbinding met Roosendaal (de Zeeuwse Lijn). Het Kanaal door Zuid-Beveland werd aangelegd en geopend in 1866.

### De Tweede Wereldoorlog
In 1939 zijn de oostelijk gelegen polders van Zuid Beveland opgenomen als inundatievlakte in de Bathstelling. Op 10 mei 1940 werd het bevel tot inundatie gegeven. Dit hield in dat de sluiswachter de sluizen van de Kreekrakpolder open zette om de Kreekrak- en Völckerpolder vol te laten lopen. Dit hield onder andere in dat ook het meest oostelijk gelegen gehucht Völckerdorp onder water werd gezet. De inundatie van het gebied mislukte als gevolg van de lage waterstanden en de oostenwind.
Op 16 mei 1940 vonden bij Kapelle felle gevechten plaats tussen Duitse troepen en Franse gemotoriseerde eenheden die Nederland te hulp waren geschoten. Een dag later werden 65 gesneuvelde Fransen door de plaatselijke bevolking ter aarde besteld.
In oktober 1944 voert de compagnie Waas uit België vooruitgeschoven verkenningswerk voor de Canadezen in de Völckerpolder. In de nacht van 9 oktober wordt een militair in de schorren bij de Woensdrechtse kaai gedood. Bij een bevrijdingsactie de dag erna, 10 oktober, vallen nog twee militairen. Zij komen om bij een aanval op de dijk tussen de Volcker- en Kreekrakpolder als zij twee van hun makkers willen bevrijden uit een boerderijtje. Drie dagen later op de dertiende oktober, zwarte vrijdag, vallen er tientallen Canadezen (Black Watchers) op de spoor- en polderdijken rondom het Völckerdorp. De Canadezen zijn een makkelijke prooi voor de Duitsers die zich hebben verschanst achter en in de dijken van de polders. De gevechten gaan door tot 24 oktober. Aan beide zijden vallen honderden doden en gewonden. Aan de bewoners van het Völckerdorp is dit oorlogsgeweld voorbij gegaan. Zij waren met boerenkarren en wagens met de terugtrekkende Duitsers naar Rilland-Bath getrokken.
Na de Tweede Wereldoorlog werden alle Franse militairen die tijdens deze oorlog in Nederland waren gesneuveld, in Kapelle samengebracht. Op 16 mei 1950 werd de Franse militaire begraafplaats officieel in gebruik genomen. Deze bevindt zich aan de westkant van het dorp. Hier liggen 217 Franse militairen; 20 Marokkaanse militairen die sneuvelden in Franse dienst; en 1 Belgische militair. Sommigen van de militairen in Franse dienst, onder wie de meeste militairen van Marokkaanse afkomst, stierven tijdens de Evacuatie uit Duinkerke in het voorjaar van 1940. Zo spoelden in de maanden erna meerdere lichamen van verdronken militairen aan op de Nederlandse kust.

### De Watersnood van 1953

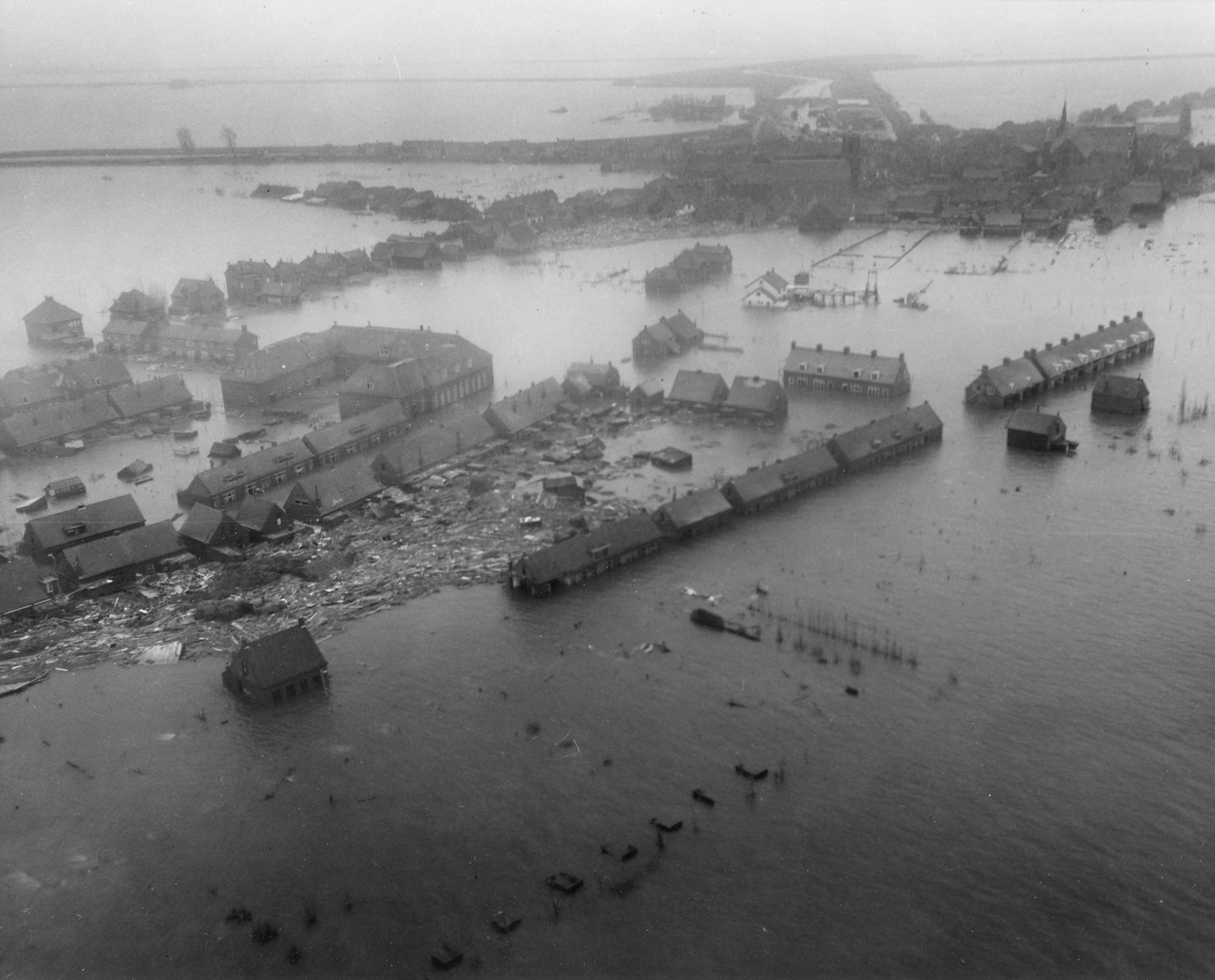
Zuid-Beveland gezien vanuit een United States Navy helikopter toont de enorme schade teweeggebracht tijdens de watersnood van 1953

In de nacht van 31 januari op 1 februari 1953 werd Zeeland getroffen door de Watersnood van 1953. Een groot deel van Zuid-Beveland (met name Goes) kwam er relatief goed vanaf, vanwege de hoge ligging. De oostkant van het eiland stond echter lange tijd onder water. Om een dergelijke ramp in de toekomst te voorkomen, werden vanaf 1958 de Deltawerken uitgevoerd. Een neveneffect hiervan was dat de verbindingen met de rest van Nederland aanzienlijk werden verbeterd.

## Landschap en grondgebruik
Door opeenvolgende periodes van landwinning en overstromingen kenmerkt het grootste deel van Zuid-Beveland zich door dijken rond polders. De bodem bestaat voornamelijk uit (zee)klei. Stedelijk gebied is beperkt en concentreert zich rond Zuid-Bevelands grootste kern Goes en in mindere mate Kapelle. Ook het industriegebied Sloe nabij Vlissingen getuigt van economische activiteiten. Het grootste deel van Zuid-Beveland bestaat echter uit agrarisch grondgebruik (landbouw en fruitteelt). Het eiland wordt van west naar oost doorsneden door twee belangrijke vervoersaders (zie Transport).

## Dialect
De varianten van het Zeeuws die men op Zuid-Beveland nog veel spreekt wijken enigszins van het andere Zeeuws af. Dit komt onder meer door de geringe verstedelijking en relatief isolement: Zuid-Beveland stond in het verleden nauwelijks bloot aan Hollandse invloed. Het opvallendste verschil is de i-achtige uitspraak van de Zeeuwse ae-klank. Ook binnen het eiland zijn er duidelijke verschillen. Zie voorts Zuid-Bevelands.

## Toerisme
Een selectie van de belangrijkste attracties:
- De Zak van Zuid-Beveland – een groot fruitteeltgebied (met name zwarte bessen, appels en peren), geheel gelegen in de gemeente Borsele. Vooral in de lente geliefd vanwege de bloeiende fruitbomen. Bovendien is het gebied in trek vanwege zijn kleinschalige landschap waarbij kleine landbouwpercelen omringd worden door dijken en meidoornhagen. Dit trekt wandelaars en fietstoeristen.
- De Stoomtrein Goes-Borsele voert in de zomermaanden een toeristische dienst uit slingerend door de Zak van Zuid-Beveland.
- Watersport – Zuid-Beveland kent watersportmogelijkheden door de ligging aan meerdere wateren. De Ooster- en Westerschelde zijn geschikt voor zeilen en kitesurfen. Daarnaast is het Veerse Meer geschikt voor kleinere watersport: windsurfen, waterskiën, zwemmen, et cetera. De Oosterschelde kent verschillende duiklocaties met voorzieningen.
- Goes. Het oude stadscentrum van Goes toont dat dit ooit een welvarende handelsstad was. De kades, markt, kerken en oude straatjes liggen op loopafstand binnen restanten van de oude stadswallen. Goes is samen met Middelburg de belangrijkste winkelstad van Zeeland.
- Yerseke is een vissersdorp waar met restaurants vindt waar men zeevruchten kan eten. De oesterputten, de havens en het oude centrum zijn in trek bij toeristen. Ook bevindt zich hier de enige mosselveiling van Europa. Ieder jaar vindt hier de mosseldag plaats.

## Transport
Dwars door Zuid-Beveland lopen de A58 (E312) en de spoorlijn Roosendaal – Vlissingen (Zeeuwse Lijn). Zowel de snelweg als de spoorweg komen vanuit Noord-Brabant via de Kreekrakbruggen over het Schelde-Rijnkanaal en Spuikanaal Bath Zuid-Beveland binnen. Parallel hieraan loopt de voormalige doorgaande weg, waarvan de route deels overeenkomt met die van de N289 en de N254. Via de voormalige Sloedam lopen deze verbindingen door naar Walcheren.
Sinds de aanleg van de Zeelandbrug is de A256/N256 een belangrijke verbinding van Goes noordwaarts naar Zierikzee en verder richting Rotterdam. De N62 via de Westerscheldetunnel geeft een zuidwaartse verbinding met Zeeuws-Vlaanderen en verder richting Gent.
De Sloelijn is een spoorverbinding voor goederenvervoer, van de Zeeuwse lijn naar het Sloegebied, de meest geïndustrialiseerde regio van Zuid-Beveland en Zeeland.
De verbinding naar Zeeuws-Vlaanderen verloopt sinds 2003 via de Westerscheldetunnel. De veerdienst Kruiningen – Perkpolder (Zeeuws-Vlaanderen) werd opgeheven, de veerdienst Vlissingen – Breskens vervoert sinds 2003 alleen (brom-)fietsers en voetgangers.
Over de Westerschelde gaat groot scheepvaartverkeer naar de Haven van Gent en de haven van Antwerpen. Door de zandbanken is het moeilijk navigeren, waardoor schepen worden begeleid door loodsen.
Door de Oosterschelde loopt sinds 1986 de Oesterdam naar Tholen.
- Gemeinsame Normdatei: 4079545-7
- Virtual International Authority File: 247187333
- WorldCat: E39PBJtRPVxYX4VcRD4XKJhbVC